# Carmen de Icaza
María del Carmen de Icaza y de León, baronne de Claret, née le 17 mai 1899 à Madrid et morte le 16 mars 1979 à Madrid, est un écrivain espagnol de romans d'amour. Elle est la grand-mère maternelle d'Íñigo Méndez de Vigo y Montojo, baron de Claret, ministre du gouvernement Rajoy.

## Œuvres
- La boda del Duque Kurt (ou Talía), sous le nom de Valeria de León, 1935
- Cristina Guzmán, profesora de idiomas (1936)
- ¡Quién sabe...! (1939)
- Soñar la vida (1941)
- Vestida de tul (1942)
- El tiempo vuelve (1945)
- La fuente enterrada (1947)
- Yo, la Reina (1950)
- Las horas contadas (1953)
- La casa de enfrente (1960)